# Ghefeese
Das Ghefeese, auch Ghefeseh, war ein Volumen- und Getreidemaß in Fessan, eine Landschaft in Libyen.
- 1 Ghefeese = 3 Wehbih/Webba Fezzan/Fessan = 24 Kail = 192 Sah/Saa/Saah = 181,6896 Liter
  - etwa 1 Saah = 1 Quart des alten englischen Getreidemaßes etwa 1,1 Liter
  - genau 1 Saah = 0,9463 Liter[1]